# Mullica Hill
Mullica Hill és una concentració de població designada pel cens dels Estats Units a l'estat de Nova Jersey. Segons el cens del 2000 tenia 1.658 habitants.

## Demografia
Segons el cens del 2000, Mullica Hill tenia 1.658 habitants, 697 habitatges, i 432 famílies. La densitat de població era de 533,5 habitants/km².
Dels 697 habitatges en un 34,6% hi vivien nens de menys de 18 anys, en un 45,8% hi vivien parelles casades, en un 13,2% dones solteres, i en un 37,9% no eren unitats familiars. En el 33,9% dels habitatges hi vivien persones soles l'11,5% de les quals corresponia a persones de 65 anys o més que vivien soles. El nombre mitjà de persones vivint en cada habitatge era de 2,37 i el nombre mitjà de persones que vivien en cada família era de 3,09.
Per edats la població es repartia de la següent manera: un 28,3% tenia menys de 18 anys, un 6,1% entre 18 i 24, un 33,7% entre 25 i 44, un 20,9% de 45 a 60 i un 11% 65 anys o més.
L'edat mediana era de 36 anys. Per cada 100 dones de 18 o més anys hi havia 73,3 homes.
La renda mediana per habitatge era de 38.628 $ i la renda mediana per família de 62.321 $. Els homes tenien una renda mediana de 48.295 $ mentre que les dones 35.250 $. La renda per capita de la població era de 22.503 $. Aproximadament el 6,4% de les famílies i el 8,1% de la població estaven per davall del llindar de pobresa.

## Poblacions més properes
El següent diagrama mostra les poblacions més properes.